# Chữ Aram
Bảng chữ cái Aram cổ đại được chuyển thể từ bảng chữ cái Phoenicia và trở nên khác biệt với nhau vào thế kỷ thứ 8 TCN. Chữ Aram được sử dụng để viết ngôn ngữ Aram và đã thay thế bằng chữ Hebrew cổ, bản thân nó là một dẫn xuất của bảng chữ cái Phoenicia, để viết tiếng Hebrew. Tất cả các chữ cái đại diện cho phụ âm, một số trong số đó cũng được sử dụng như là matres lectionis (từ ghép) để chỉ nguyên âm dài.
Bảng chữ cái Aram có ý nghĩa lịch sử vì hầu như tất cả các hệ thống chữ viết hiện đại ở Trung Đông có thể được truy nguyên từ nó cũng như nhiều hệ thống chữ viết phi Trung Quốc ở Trung, và Đông và Nam Á. Điều đó chủ yếu đến từ việc sử dụng rộng rãi ngôn ngữ Aram vừa là ngôn ngữ chung vừa là ngôn ngữ chính thức của Đế quốc Tân Assyria và Đế quốc Tân Babylon, và người kế vị của họ, Đế chế Achaemenid . Trong số các chữ viết được sử dụng hiện đại, bảng chữ cái Hebrew có mối liên hệ gần nhất với chữ viết Aram Hoàng đế trong thế kỷ thứ 5 TCN, với một kho thư giống hệt nhau và, đối với hầu hết các hình dạng chữ gần giống nhau. Bảng chữ cái Aram là tổ tiên của bảng chữ cái Nabata và bảng chữ cái Ả Rập sau này .
Các hệ thống chữ viết (như Aram) chỉ ra các phụ âm nhưng không biểu thị hầu hết các nguyên âm khác ngoài phương tiện matres lectionis hoặc thêm các dấu phụ, đã được Peter T. Daniels gọi là các abjad để phân biệt chúng với các bảng chữ cái, như bảng chữ cái Hy Lạp, đại diện cho nguyên âm có hệ thống hơn. Thuật ngữ này được đặt ra để tránh khái niệm rằng một hệ thống chữ viết đại diện cho âm thanh phải là một âm tiết hoặc một bảng chữ cái, có nghĩa là một hệ thống như Aram phải là một âm tiết (như được lập luận bởi Ignace Gelb) hoặc một bảng chữ cái không đầy đủ hoặc thiếu (như hầu hết các người viết khác đã nói). Thay vào đó, nó là một loại khác nhau.
| Bảng Unicode chữ Aram Hoàng đế Official Unicode Consortium code chart Version 13.0 |   |   |   |   |   |   |   |   |   |   |   |   |   |   |   |   |
|                                                                                    | 0 | 1 | 2 | 3 | 4 | 5 | 6 | 7 | 8 | 9 | A | B | C | D | E | F |
| U+1084x                                                                            | 𐡀 | 𐡁 | 𐡂 | 𐡃 | 𐡄 | 𐡅 | 𐡆 | 𐡇 | 𐡈 | 𐡉 | 𐡊 | 𐡋 | 𐡌 | 𐡍 | 𐡎 | 𐡏 |
| U+1085x                                                                            | 𐡐 | 𐡑 | 𐡒 | 𐡓 | 𐡔 | 𐡕 |   | 𐡗 | 𐡘 | 𐡙 | 𐡚 | 𐡛 | 𐡜 | 𐡝 | 𐡞 | 𐡟 |